# Lily Aldrinová
Lily Aldrinová je fiktivní postava z amerického seriálu Jak jsem poznal vaši matku, kterou vytvořili Carter Bays a Craig Thomas. Postavu Lily hraje americká herečka Alyson Hanniganová. Je žena Marshalla Eriksena a nejlepší kamarádka Robin Scherbatské. Lily je učitelka v mateřské školce, výtvarná poradkyně a amatérská malířka.

## Casting
Thomas vysvětlil, že Marshalla a Lily založil na sobě a na své ženě Rebece. Ta na něj byla ze začátku trochu naštvaná, ale od té doby, co se stala fanynkou seriálu Buffy, přemožitelka upírů, souhlasila pod podmínkou, že ji bude hrát Alyson Hanniganová. Hannigan chtěla dělat spíše komedii, protože předtím hrála v tetralogii Prci, prci, prcičky a pro show byla tedy volná.

## Životopis
Lily vyrostla v Brooklynu v New Yorku. Je vnučka ženy jménem Lois a dcera Janice Aldrin, kterou Lily popisuje jako feministku. Autoři trvají na tom, že neexistují důkazy popírající, že její dědeček je Buzz Aldrin – a jako Buzz Aldrin, její dědeček říká, že bojoval v korejské válce. Její otec se jmenuje Mickey a je neúspěšný autor stolních her, který žije u svých rodičů. Janice a Mickey se rozvedli, když byla Lily malá. Mickey po mnoha letech Lily potkává na Den díkůvzdání v roce 2009.
Během její střední a vysoké školy byla součástí gothické subkultury a měla načerno obarvené vlasy. Chodila s klukem jménem Scooter, s výmluvou jen proto, že vypadal jako Kurt Cobain. Marshalla potkala během prvního ročníku na Wesleyan University v roce 1996 a chodila s ním od vysoké školy.
V epizodě „Say Cheese“, vysílané 22. března 2010 je Lily 32 let. Z toho se dá usoudit (alespoň podle Tedových vzpomínek), že se narodila v roce 1978.

## Historie postavy
Lily a Marshall se zasnoubili na podzim 2005, jak je ukázáno v díle „Pilot“. Ke konci první sezóny se svěří Robin, že neměla vedlejší myšlenky kromě svatby a že si před vztahem s Marshallem moc neužila života. Tyto pochybnosti zesílí, když podá přihlášku na výtvarný kurz v San Francisku. Původně Tedovi řekne, že se kurzu nezúčastní, protože nezvládla přípravný kurz, ale Marshall se dozví, že zvládla a přijali ji. Poté se pohádá s Marshallem a rozejdou se a Lily odjíždí na tříměsíční stáž.
Po svém návratu do New Yorku přizná, že její přesvědčení odjet byla chyba, ale až za několik epizod se dá s Marshallem znovu dohromady. Po krátké době obnoví své zasnoubení. V desáté epizodě druhé série bylo zmíněno, že se Marshall s Lily do roku vezmou. Tak se nakonec stalo v poslední epizodě druhé série s názvem "Something Borrowed". Lily se rozhodne, že si nechá své příjmení.
V roce 2005 na Den díkůvzdání je Lily zadržena za veřejné močení v St. Cloud v Minnesotě, když vyzkouší těhotenský test po návštěvě Marshallovy rodiny (jak bylo vysvětleno v epizodě "Belly Full of Turkey".)
V třetí sérii bylo zjištěno, že Lily je shopaholička a chodí nakupovat (hlavně boty a kozačky), kdykoliv se stane něco špatného. Její kreditní karty jsou uchovány v „krabici hanby“ (epizoda "Cupcake"). Po zničení jejich svatebních šatů se jí prodavačka ptá, jak bude platit a Lily odpoví: „Kreditní…mi kartami“. S Marshallem bojovala s jejími účty z kreditních karet, když si chtěli kupovat nový byt a nakonec si Marshall našel práci ve velké podnikové firmě. Nakonec zjistili, že v blízkosti domu je čistička odpadních vod a je tam křivá podlaha. Ve čtvrté sérii se s Marshallem přestěhují do jejich nového domova.
Na rozdíl od ostatních postav jako jediná poznala, že se Barney zamiloval do Robin v první epizodě čtvrté série s názvem "Do I Know You?". Lily, spolu s Tedem a Marshallem také příležitostně kouřili bagety (výraz Budoucího Teda pro marihuanu) během studií na koleji.
V mnoha epizodách je ukázána s bisexuálními vlastnostmi.
V první epizodě páté série přesvědčí Robin a Barneyho, aby se přiznali, že jsou pár. Udělala to tak, že když byli v pokoji, tak z druhé strany dveří vytáhla kliku a čekala, až si konečně promluví o jejich vztahu a napíšou jejich definici na papír. Robin a Barney nakonec na papír napsali nějaké poznámky, aby Lily uspokojili, ale přiznali se, že lhali, ale Lily poznamenala, že si neuvědomili, že nelhali. Bylo objeveno, že má dvojnici Jasmine, která je striptérka. Lily je tím neobvykle nadšená a je jí tolik uchvácená, že zaplatí sobě a Marshallovi soukromý tanec. Na konci večera se Lily s Jasmine vymění a k Marshallově hrůze spadne z pódia.
I přes jejich špatné zkušenosti s dvojitými randemi Lily a Marshall zkusí další pokus. Pozvou Barneyho a Robin na společnou večeři, ale skončí bídně a Robin s Barneym řeknou Tedovi, že to byl nejvíce nudný večer vůbec. Barney a Robin si ale nakonec uvědomí, že Marshalla a Lily ztratili a jdou se jim omluvit. V epizodě „Bagpipes“ se Lily a Marshall dostanou kvůli špinavému nádobí do velké hádky a Barney naléhá na Marshalla, že by za to neměl být vůbec odpovědný. Lily ho vyhodí, po jeho nesouvislé argumentaci, která vyústí v několik dalších problémů. Když Barney a Robin přiznají Marshallovi a Lily své vlastní problémy, uvědomí si, jak mají pevný vztah a okamžitě jeden druhému odpustí.
Když Barney popisuje Marshallovi svůj vztah jako depresivní, zjistí že je Barney nešťastný. Marshall spolu s Tedem požádá Lily, aby jim pomohla rozdělit Barneyho a Robin, vzhledem k jejím bohatým zkušenostem s plánováním rozchodů. Lily se snaží, aby se dostali do velké hádky; to sice nevyjde, ale ve společném rozhovoru si Barney a Robin uvědomí že spolu jako pár nefungují a rozejdou se.
V epizodě „Big Days“ se Marshall a Lily pohádají o jejím plánovaném těhotenství. Lily plánovala romantickou večeři doma se svíčkami a banjo hudbou, ale zjistila, že Marshall volal svému otci a řekl mu, že se pokoušejí, aby byla Lily těhotná. Marshall argumentuje, že otec je součástí jeho života a že si to zaslouží vědět, ale Lily pana Eriksena nemůže vystát za jeho neustálé telefonáty a dominantní osobnost. Nakonec se oba usmíří a Marshall připouští, že je jeho otec poněkud šílený a velmi nadšený stejně jako Marshall.
Ve čtvrté epizodě šesté série Lily a Marshall diskutují o svých obavách, že nejsou ještě připraveni mít dítě. Poté společně souhlasí, že na to, aby se stali rodiči nemusí spěchat a spontánně se rozhodnou, že se pojedou bavit na Coney Island.
Lily a Marshall navštíví Stuarta a Claudii (epizoda "Baby Talk"), kteří mají potíže s pojmenováním jejich právě narozeného dítěte. Lily a Marshall se snaží každý sám vymyslet jméno pro jejich dítě- Marshallova jména pro kluka Lily odmítá kvůli jejím předchozím zkušenostem s problémovými žáky ve školce a Marshall zase odmítá Lilyina jména pro holčičku kvůli jeho zkušenostem z krásnou dívkou od něj ze třídy a striptérkou. Nakonec se Lily s Marshallem rozhodnou dát dítěti neutrální jméno Jamie, vhodné jak pro chlapečka, tak pro holčičku. Lily ale později toto jméno, odmítne, protože problémový kluk v její třídě se jmenuje Jamie.
V poslední epizodě šesté série si Lily myslí, že má otravu jídlem, na konci epizody ale vyjde najevo, že je těhotná.

## Spjaté postavy

### Marshall Eriksen
Marshall a Lily se potkali první den na Wesleyan University. Chodili spolu, zamilovali se do sebe a byli spolu 10 let. Plánovali se vzít dříve, ale Lily z toho nakonec vycouvala a jela na tříměsíční výtvarný kurz do San Franciska. Když se vrátí, zpočátku jí Marshall odmítal vzít zpět, ale po nějaké době se usmířili a obnovili zasnoubení. Vzali se na břehu moře, ale jejich sňatek trval pouhých 12 sekund. Podruhé se vzali v zahradě s jejich nejbližšími přáteli a napotřetí, pár minut po jejich druhé svatbě se vzali oficiálně potřetí a naposledy.

### Scooter
Scooter (nebo Bill, jak se jmenuje teď) byl Lilyn přítel ze střední školy, s kterým chodila jen proto, že vypadal jako Kurt Cobain. Připouští Marshallovi, že se ze Scooterem dostali do fyzické intimity, ale neměli sex. Pokusí se narušit svatbu Marshalla a Lily, aby získal Lily zpět, ale nepovede se mu to. Scootera hraje herec David Burtka, ve skutečnosti přítel Neila Patricka Harrise.

### Robin Scherbatská
Lily několikrát přiznala, i když většinou jako vtip, že shledává svou nejlepší kamarádku Robin sexuálně atraktivní. Ve skutečnosti, když si Lily stěžovala, že její vztah s Marshallem znamenal „žádné lesbické zkušenosti na vysoké“, Robin ji políbí. V epizodě „The Scorpion and the Toad“ z druhé série Lily řekne, že má Robin skvělý zadek. V epizodě čtvrté série s názvem „Do I Know You?“ Lily přiznává Barneymu, že si nemohla nevšimnout Robinina skvělého těla. V epizodě páté série s názvem „Robin 101“ Lily prozradí, že Robin byla předmětem jejích některých sexuálně „matoucích snů“. V epizodě „The Perfect Cocktail“ zjistíme, že kdykoliv Lily pije martini, chce se jí líbat s Robin.

### Barney Stinson
Lily projevila zájem a zároveň i znechucení k sexuálnímu životu Barneyho. Ve druhé sérii v epizodě "World's Greatest Couple" usnou ve společné posteli, což vede k Barneyho panickému záchvatu, že jsou ve vztahu. Lily také ukazuje nevhodnou úroveň zájmu o Barneyho ložnici, zvláště v epizodách „The Goat“, „Miracles“, „The Naked Man“ a „The Rough Patch“. Když v epizodě „Bagpipes“ Barney cítí, že Lily Marshalla využívá, tak mu popisuje kroky, jak by se k ní měl jako přítel choval.